# Laphria aeneiventris
Laphria aeneiventris là một loài ruồi trong họ Asilidae. Laphria aeneiventris được Costa miêu tả năm 1857. Loài này phân bố ở vùng Cổ Bắc giới.